# عملية أسد البحر

عملية أسد البحر (بالألمانية: Unternehmen Seelöwe) كان للقوات الجوية الألمانية في الحرب العالمية الثانية أهداف ذات شقين: تمهيد الطريق للغزو البرمائي وكان الاسم الرمزي الذي أطلقه الألمان عليها وجر القوات الجوية البريطانية إلى المعركة، وهزيمتها وتحقيق التفوق الجوي. حل البريطانيون كثيراً من مشاكلهم أثناء هذه الفترة حيث ألغيت تعبئة المقاتلات القديمة، واستخدمت تعبئة مؤثرة بسرعة في قيادة المقاتلات. حيث عولجت مشاكل فيلق المراقبة الملكي وأجهزة تبليغ الرادار وحلت بدرجة كبيرة وأصبحت رئاسة قيادة المقاتلات متمرسة وذات كفاءة في نشر المعلومات وتخويل السلطات إلى المستويات الدنيا حتى المجموعات، والقطاعات والأجنحة والأسراب. كانت الخسائر في كلا الجانبين متساوية، في هذه الحالة لم تستطع القوات الجوية البريطانية الاستمرار والانتصار. كان طيارو ME-109 يلاحظون بوضوح متزايد أن الاشتباكات التي تحدث في مكان وارتفاع تضع القوات الجوية البريطانية في موقف أفضل. واختتم بأن الرادار كان أداة في تحقيق هذا وإن مدى اختيار الهدف قد زاد واتسع.

## خلفية تاريخية
قرر أدولف هتلر في بدايات نوفمبر 1939 بوضع حدا للحرب بغزو فرنسا.ومن أجل تجنب دفاعات خط ماجينو الثقيلة كان علي الالمان الالتفاف وغزو كلا من بلجيكا وهولندا ولوكسمبورج ومع الاخذ في الاعتبار القنوات المائية والموانيء الواقعة تحت سيطرة البحرية الألمانية كان من الواضح توقع الخطوة القادمة. القائد العام الادميرال انريك ريدر وجه أحد ضباط عملياته وهو الكابتن هانس يورغن لوضع وثيقة لدراسة «امكانية هبوط الطائرات الألمانية في إنجلترا مع تقدم الحرب وامكانية نشوء مشكلة في ذلك».هذا وقد قضي هانس 5 أيام علي هذه الوثيقة ومن ثم إرسال شروطها الي القيادة الألمانية وكانت كالتالي:
1. استئصال أو منع تام للقوات الملكية البحرية من مناطق الهبوط والإقلاع.
2. القضاء علي الاسطول الجوي الملكي الار ايه اف.
3. تدمير جميع وحدات البحرية الملكية في المنطقة الساحلية.
4. منع عمل الغواصات البريطانية ضد الاسطول المرابط.

في ديسمبر 1939 اصدر الجيش الألماني ورقة الدراسة الخاصة به والتمست حولها الآراء من قبل كلا من الكريغسمرين"القوات البحرية الألمانية" ولفتوافا "القوات الجوية"، وقد حددت الورقة منطقة الهجوم الألماني ما بين نهر التايمز ومنطقة الجرف الساحلي لانجلترا 'the wash" علي ان يتم هجوم القوات من موانيء بلد منخفض مجوار.وقد استجاب الألماني هيرمان جورينج رئيس اللفتوافا مع ورقة صغيرة مدونا فيها ملاحظته قائلا"يجب رفض عملية مشتركة يكون الهدف منها هو الهبوط في إنجلترا إذ ان هذا العمل يجب أن يكون عملا في سلسلة من الانتصارات علي بريطانيا إذ ان الظروف الملازمة مع العملية يجب أن تكون ملائمة والا فلن يحقق الهجوم فاعليته". وكذلك كان رد القوات البحرية الكريغسمرين إلا أنه كان أكثر انضباطا وتركيزا مشيرا الي عدد من الصعوبات التي يجب التغلب عليها حتي يكون غزو إنجلترا قابلا للتحقيق.
في وقت لاحق في ربيع عام 1940 أصبح الكريغسمرين أكثر معارضة لغزو إنجلترا خاصة بعد النصر الساحق للاسطول الألماني في النرويج فبعد غزو النرويج لم يعد متاحا للبحرية الألمانية الا طراد ثقيل واحد وطرادين خفيفين واربع مدمرات متاحة للعمليات.والادميرال ريدر عارض عملية اسد البحر بشدة خاصة بعد التضرر الشديد في النرويج وان الاسطول ما بين سفن غارقة أو معطوبة وأصبحت عديمة الجدوي امام الاسطول الملكي.
في 16 يوليو 1940 وبعد الاحتلال الألماني السريع لفرنسا وللدول المنخفضة ومع تناقص الصبر تدريجيا نتيجة للرفض الإنجليزي المتكرر لكل مبادرات السلام التي قدمها. اصدر الفوهرر هتلر القرار التوجيهي رقم 16ووضع الحركة للاستعداد للهبوط في بريطانيا.وقد استهل الفوهرر الأمر بقوله «إنجلترا وعلى الرغم من وضعها العسكري الميؤوس منه الا انها لاتزال لاتظهر أي علامات للتصالح. لقد قررت التحضير وان لزم الامر تنفيذ لعملية انزال علي ارضها وان الهدف من هذه العملية هو القضاء علي إنجلترا الام كقاعدة للهجمات وشن الحرب علي ألمانيا وان اقتضت الضرورة الي احتلال البلد بكامله».
وقد حدد هتلر 4 شروط من أجل اتمام الغزو:
1- القوات الجوية البريطانية يجب أن يتم تحطيمها معنويا وعمليا الي الحد الذي لا يمكن أن تشكل معه أي عدوانية ملموسة اعتراضا لعملية العبور الألماني.
2-القناة الإنجليزية يجب أن يتم تطهيرها تماما من الالغام في مناطق العبور الألمانية ويجب أن يتم اغلاق مضيق دوفر من كلا الجانبين بالالغام الألمانية.
3-يجب أن تهيمن المدفعية الثقيلة علي المنطقة الساحلية بين فرنسا المحتلة وإنجلترا.
4- البحرية الملكية البريطانية يجب أن تظل منشغلة وعالقة في بحر الشمال والبحر المتوسط الي الحد الذي يمنع من تدخلها في عملية العبور الألماني.ويجب أن يتم تدمير الاسراب المتواجدة في إنجلترا بواسطة الهجمات الجوية والطوربيدات.
نجاح عملية اسد البحر في النهاية كانت ملقاة علي اكتاف كلا من جورينج وريدر. وعلى الرغم من معارضتهما للعملية إلا أن كلا منهما لم يظهر الاعتراض الكافي عليها. وطبقا للقرار التوجيهي رقم 16 والصادر من الفوهرر فقد تم إقامة قيادة مشتركة للقوات البحرية والجوية والبرية الألمانية للعمل والتنسيق لمهمة معقدة تحت مظلة واحدة (علي غرار ما فعله الحلفاء من إقامة قيادة مشتركة عليا للحلفاء للإنزال في النورمادي في وقت لاحق).
بمعرفته بنوايا هتلر وعن طريق وزير خارجيته عرض الديكتاتور الإيطالي بينيتو موسيليني مشاركة إيطاليا ب 10 فرق و30 سربا مقاتل من سلاح الجو.. على الرغم من ان هتلر رفض في البداية إلا أنه وافق في النهاية لكتيبة صغيرة من المقاتلين والمفجرين الإيطاليين وبقيام قوات الجو الإيطالية بتقديم الدعم الجوي للاسطول الجوي الألماني لوفتوافا في انحاء بريطانيا في أكتوبر/نوفمبر 1940.

## القوات البرية الألمانية
في الخطة النهائية من شهر أغسطس 1940.تم تنظيم قوات الغزو الي مجموعتين تم استخلاصهم من الجيوش 6و 9 و16 . الموجة الأولي ستضم أحد عشر فرقة من المشاة.والموجة الثانية ستضم 8 فرق من الدبابات والمشاة الميكانيكية. والموجة الثالثة من ستة فرق مشاة أخرى.كما يجب أن يشمل الهجوم الأول فرقتين المظلات والقوات الخاصة التابعة لفوج براندنبورج.

## القوات الجوية
كان سجل سلاح الجو الألماني ضد السفن البحرية الملكية حتى تلك النقطة في الحرب ضعيفًا. في الحملة النرويجية، على الرغم من ثمانية أسابيع من التفوق الجوي المستمر، اغرقت الطائرات الألمانية سفينتين بريطانيتين فقط. لم يتم تدريب أو تجهيز أطقم الطائرات الألمانية لمهاجمة أهداف بحرية سريعة الحركة، لا سيما المدمرات البحرية الرشيقة أو زوارق. تفتقر الطائرات الألمانية أيضًا إلى قنابل خارقة للدروع  وقدرتها الوحيدة على الطوربيدات الجوية، وهي ضرورية لهزيمة السفن الحربية الأكبر، وتتكون من اعدد صغيرة من طائرات Heinkel He 115 البطيئة والضعيفة. قامت لوفتفافه بـ 21 هجومًا متعمدًا على زوارق طوربيدات صغيرة خلال معركة بريطانيا، ولم تغرق أيًا. كان لدى البريطانيين ما بين 700 و 800 مركبة ساحلية صغيرة (MTBs ، وقوارب Gun Gun ، والسفن الصغيرة)، مما يجعلها تهديدًا خطيرًا إذا لم تتمكن لوفتفافه من التعامل مع القوة. فقدت تسعة فقط MTBs في الهجوم الجوي من أصل 115 غرقت بوسائل مختلفة طوال الحرب العالمية الثانية. تم غرق تسعة مدمرات فقط بهجوم جوي في عام 1940، من أصل أكثر من 100 عاملة كانت تعمل في المياه البريطانية في ذلك الوقت. غرق خمسة فقط أثناء إخلاء دونكيرك، وعلى الرغم من الفترات الكبيرة من التفوق الجوي الألماني، وآلاف طلعات الطيران، وإسقاط مئات الأطنان من القنابل. كان سجل لوفتفافه ضد الشحن التجاري غير مثير للإعجاب أيضًا: فقد غرقت واحدة فقط من كل 100 سفينة بريطانية تمر عبر المياه البريطانية في عام 1940، وتم تحقيق معظم هذا الإجمالي باستخدام الألغام.

## معركة بريطانيا
بدأت في أغسطس أب 1940. بدأت لوفتوافا الألمانية سلسلة من الهجمات الجوية المركزة «عملية هجوم النسر» علي أهداف في انحاء المملكة المتحدة في محاولة لتدمير سلاح الجو الملكي البريطاني لإنشاء التفوق الجوي فوق بريطانيا العظمي وقد سميت المعركة فيما بعد باسم «معركة بريطانيا». لاحقا تغيرت إستراتيجية القصف من قصف قواعد سلاح الجو الملكي البريطاني الي قصف لندن نفسها. وبعض المؤرخين يؤكدون علي ان تغير إستراتيجية القصف قد فوت علي طائرات لوفتوافا كسب المعركة الجوية بينما يري اخرون ان ذلك ادي الي تفوق الي حد ما لصالح لوفتوافا ولكن ليس الي الحد الملموس خاصة انه لم يكن ليضمن التفوق الجوي دون ملائمة الظروف الجوية. واخرون رأو انه لايمكن لن تقوم طائرات لوفتوافا بتدمير طائرات سلاح الجو الملكي لانه وببساطة مع تزايد الخسائر البريطانية فقط كان عليهم الانسحاب الي الشمال واعدة ترتيب الصفوف من أجل صد العبور الألماني. ويقول مؤرخون اخرون ان عملية اسد البحر قد فشلت بغض النظر عن ذلك بسبب ضعف البحرية الألمانية مقارنة بالبحرية الملكية البريطانية.
كما أن هيئة الأركان العامة الألمانية كانت تضم عددا من القادة يعتقدون أنه وبرغم انتصار ألمانيا الجوي فان عملية أسد البحر لم يقرر لها النجاح فمثلا الادميرال «كارل دونيتز» كان يري ان التفوق الجوي وحده ليس كافيا وقد ذكر قائلا «نحن لا نمتلك السيطرة علي الجو أو البحر ولا كنا في أي موقف للحصول عليه» وقد أضاف الادميرال هنريك ريدر القائد العام للقوات البحرية قائللا «تذكير مؤكد. الي الآن فان البريطانيين لم يلقوا بكامل ثقل اسطولهم في الحرب.وان الغزو الألماني لانجلترا سيون مسألة حياة أو موت بالنسبة للإنجليز.والذين لن يترددوا ابدا في الدفع بقواتهم البحرية الي اخر سفينة واخر رجل في معركة شاملة من اجل البقاء. كما ان قواتنا الجوية لا يمكن الاعتماد عليها لحماية تنقلاتنا من الاسطاطيل البريطانية وذلك لان عملياتها ستعتمد بشكل كبير علي الطقس ان لم يكن لاي سبب اخر. لا يمكن انه حتي لفترة وجيزة سلاح الجو لدينا يمكن ان يعوض عن افتقارنا للسيادة البحرية».
عندما سمع فرانز هالدر رئيس هيئة الاركان العامة للجيش عن حالة القوات البحرية وخطتها للغزو دون في مذكراته بتاريخ 28 يوليو 1940 «إذا كان هذا صحيحا فكل التصريحات السابقة للبحرية ليست سوي قمامة ويجب علينا التنازل عن خطة الغزو».
وقد علق الفرد جودل رئيس العمليات في القيادة العليا للفيرماخت بعد اطلاعه علي تصريح «ريدر» ان القوات البحرية لا يمكنها تلبية مطالب الجيش الألماني بقوله «يجب ان ينظر لعملية الهبوط في إنجلترا كعمل هائل يائس».

## حدود قدرات لوفتوافا
كان سجل مهاجمة طائرات لوفتوافا ضد سفن الاسطول البريطاني حتي هذه النقطة في الحرب لايزال ضئيلا.ففي الحملة النرويجية وعلى الرغم من 8 اسابيع من استمرار التفوق الجوي إلا أن طائرات لوفتوافا اغرقت 2 فقط من السفن الحربية البريطانية. وكان اطقم طائرات لوفتوافا غير مدرب علي مهاجمة أهداف بحرية سريعه الحركة ولا المدمرات البحرية الرشيقة أو حتي قوار الطوربيد بالموتور؟؟.كما افتقرت طائرات لوفتوافا الي القنابل الخارقة للدروع. كما أنها افتقرت في الغالب الي وجود الطوربيدات الجوية اللازمة لهزيمة السفن الحربية الكبيرة. قامت طائرات لوفتوافا ب 21 هجمة متعمدة علي زوارق البحرية البريطانية في معركة بريطانيا ولم بغرق ايا منها. وامتلكت بريطانيا ما بين 700 الي 800 من الزوارق البحرية الساحلية الصغيرة إذ لا يمكن لطائرات لوفتوافا التعامل مع هذه القوات البحرية. فقط 9 من اصل 115 من قوارب الطوربيدات السريعة تم اغراقهابالهجمات الجوية خلال الحرب بوسائل مختلفة؟؟.
وقد غرقت فقط 9 مدمرات خلال الهجوم الجوي في عام 1940 من قوة قوامها أكثر من 100 عاملة في المياة البريطانية في ذلك الوقت. وعلى الرغم من آلاف الطلعات الجوية وإسقاط آلاف القنابل واطنان متفجرات فقد كانت النتائج محدودة حتي في الهجمات علي اسطول السفن التجارية البريطانية خلال عبورها الاطلنطي فقد تم اغراق واحده فقط من اصل 100 علاوة علي ما تم من خلال الهجمات بالالغام البحرية.
ومع ذلك استخدمت القوات الجوية الألمانية سلاحا سريا في الهجوم وتسبب في قطع الكهرباء عن أجزاء واسعه فس جنوب بريطانيا وهو طائرات BF110 

## القوات البحرية

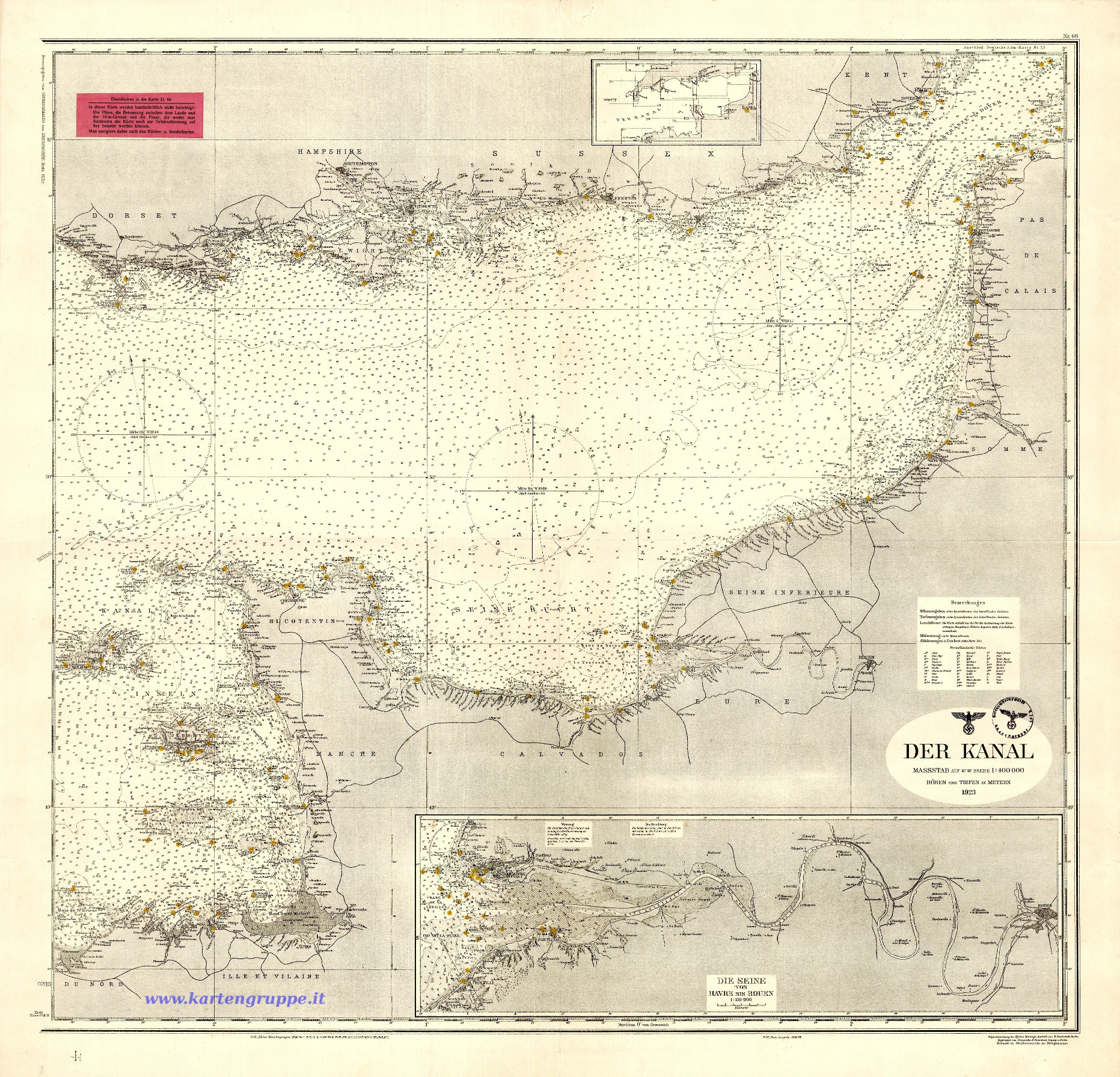

كانت المشكلة الأكثر مشقة لالمانيا في حماية اسطول الغزو لديها هو صغر حجم قواتها البحرية.وبالفعل فقد كانت عدديا اصغر من القوات البحرية الملكية البريطانية. فقد فقدت جزء كبير من وحدات السطح الحديثة خلال الحملة النرويجية في أبريل 1940. اما خسائر كاملة أو اضرار شديدة بسبب المعارك. كذلك تم خسارة اثنان من الطرادات الخفيفة واصابة 10 مدمرات بالشلل. كما كانت هذه السفن الحربية بالذات الأكثر ملائمة للغزو خلال القناة الضيقة حيث من المحتمل ان يحدث الغزو. فقد كانت قوارب ال U الألمانية المستخدمة لاحقا اقوي اذرع البحرية لتاييد ودعم العبور والإنزال تستخدم في الاصل لتدمير ومهاجمة السفن.
على الرغم من ان البحرية الملكية لم يكن بإمكانها جلب كافة قطع الاسطول البريطاني بسبب وجودها في بحر الشمال والبحر المتوسط منشغلة. إلا أن قطع واسراب البحرية الملكية التي لاتزال مرابطة علي سواحل بريطانيا لها ميزة عددية بالمقارنة مع البحرية الألمانية. فحتي أثناء اخلاء دونكيرك فان عدد قليل من قطع البحرية تم اغراقها على الرغم من كونها أهدافا ثابته وسهلة للهجمات الجوية وقد جعل ذلك التفاوت الشمل بين القدرات لكلا القوتين خطة الغزو البرمائي خطة محفوفة بالمخاطر بغض النظر عن النتيجة في الهواء. وإضافة الي ذلك فقد خصصت البحرية الألمانية سفنها الأكبر والاحدث القليلة المتبقية لعمليات التضليل في بحر الشمال.
أيضا فان الاسطول البحري لفرنسا المنهزمة كان من اقوي واحدث الاساطيل البحرية في العالم وكان يشكل خطرا كبيرا لانجلترا إذا ما تم استخدامه ضدها. لذلك فان التدمير الوقائي الاستباقي للاسطول الفرنسي في مرسي الكبير في تونس واغراقه في طولون بعد ذلك بعامين ضمان بعدم حدوث ذلك.
وحتي ان تم تحييد القدرات البحرية للبحرية البريطانية فان فرص قيام الالمان بعملية إنزال ناجحة علي الساحل الإنجليزي كانت لا تزال بعيدة وذلك لافتقار الالمان الي الوسائل والمعدات المتخصصة للإنزال. فقد كان الاعتماد بالدرجة الأولي علي المراكب النهرية لنقل القوات والإمدادات أثناء الإنزال وهذا من شأنه ان يحد من نوعية الدبابات والمدافع التي يتم نقلها واقتصار تل العمليت علي فترات الطقس الجيد. وغير ان المراكب لم تكن مخصصة للنقل في عرض البحر وحتي في ظروف شبه مثالية فانها كانت بطيئة وعرضة للهجوم فايضا لم يكن هناك كمية كافية من المراكب لنقل موجة الهجوم الأولي ولا الامواج التالية مع معداتهم. بالإضافة الي ان الالمان كانو في حاجة الي التمكن من ميناء سريعا من أجل العملية علي الساحل الإنجليزي وذلك ما كان مستبعدا جدا بسبب قوة الدفاعات والتحصينات البريطانية حول المرافيء الجنوبية الشرقية. واحتمال ان يقوم البريطانيون بهدم الاخواض في أي مرفيء يضطرون للانسحاب منه بالإضافة الي العديد من خطط الطواريء التي اتخذها البريطانيون بما في ذلك استخدام الغاز السام.

## عملية الإنزال
في عام 1940 لم تكن البحرية الألمانية قادرة علي القيام بعملية برمائية بحجم عملية «اسد البحر» فقد كانت تفتقر الي الخبرة العلمية والعملية للإنزال. فالبحرية الألمانية كانت قد بدات من الصفر الي حد كبير.وقد بذلت بعض الجهود خلال السنوات بين الحروب لتعويض هبوط القدرات العسكرية البحرية غير ان ضعف التمويل وعدم كفايته قد حد من الجهود بشكل كبير.

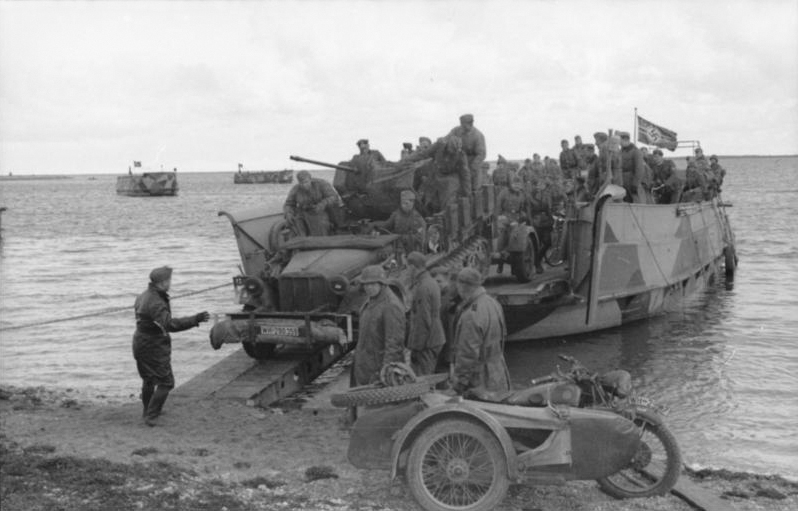

غير ان البحرية قد قامت بعدد من الخطوات الصغيرة لمعالجة موضوع الإنزال. منها بناء سفينة للمياه الضحلة سفينة إنزال رائدة 39 والتي يمكنها ان تحمل 45 من قوات المشاة واثنتين من المركبات الخفيفة أو حمل 20 طنا من البضائع وإنزالها علي شاطيء مفتوح. غير انه وبحلول سبتمبر 1940 تم تسليم زوجين فقط من النماذج.

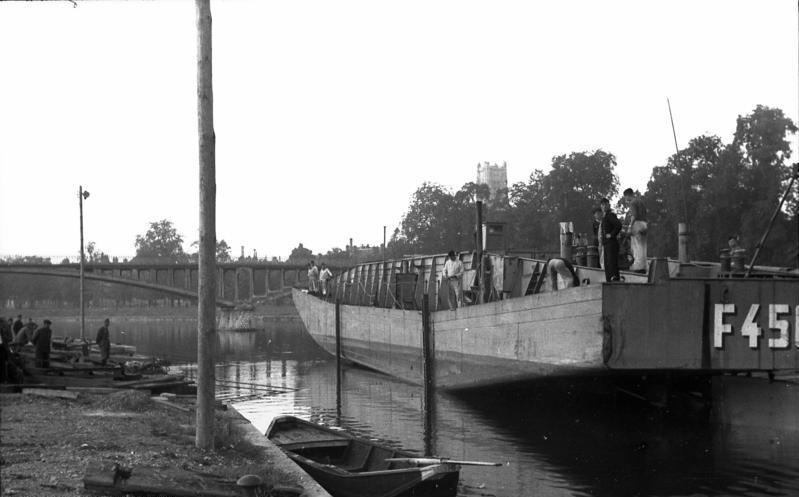
إطار العبارة البحرية

ومع إدراك الحاجة الي ناقلات أكبر حجما لإنزال الدبابات والمشاة علي الشاطيء بدأت البحرية الألمانية في تطوير نوع أكبر من السفن إطار العبارة البحرية غير ان هذه السفن لم تكن متاحة في وقت الإنزال علي الشاطيء الإنجليزي وكان أول استخدام لها في أبريل 1941.
ونظرا لضيق الوقت فقد كان بالكاد متاحا شهرين لعملية تجميع الاسطول القادر علي القيام بعملية الغزو. فقد اضطرت القيادة الحربية الي استخدام المراكب النهرية مؤقتا فقد تم تجميع 2400 مركب من انحاء أوروبا (860 من ألمانيا و1200 من هولندا وبلجيكا و350 من فرنسا) من هذه فقط حوالي 800 تم جلبها ذاتيا والباقي تم جلبه عن طريق القاطرات .

## البوارج المستخدمة

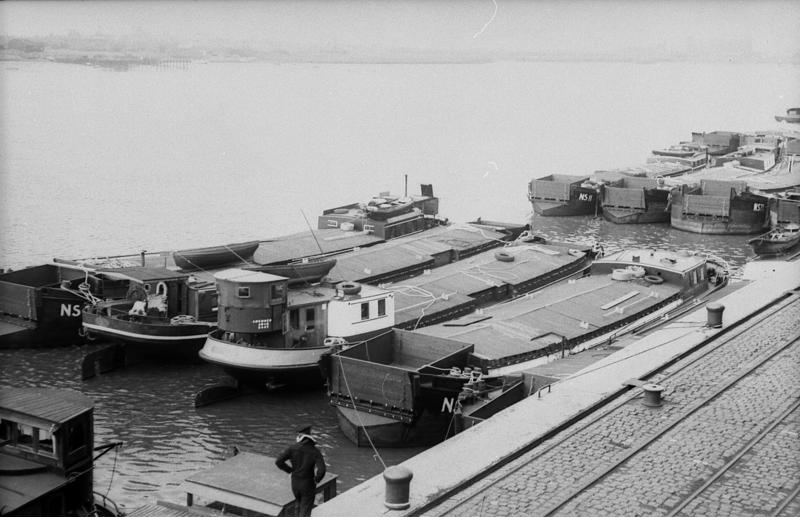
تم تجميع صنادل الغزو في ميناء فيلهلمسهافن الألماني.

نوعين فقط من البوارج النهرية الداخلية في أوروبا كان متاحا للاستخدام في عملية اسد البحر:.
بينيش، التي كانت بطول 38.5 مترا وحملت 360 طن من البضائع. وكامبين، الذي كان طولها 50 مترا وحملت 620 طن من البضائع.